# Echecrate di Tessaglia
Echecrate di Tessaglia in greco Ἐχεκράτης? (fl. III secolo a.C.) è stato un militare greco antico della Tessaglia.

## Biografia
Fu al servizio di Tolomeo Filopatore nella quarta guerra siriana contro Antioco il Grande nel 219 a.C. Era impiegato nell'arruolamento delle truppe e nella loro disposizione in compagnie separate. Gli fu affidato il comando delle forze greche al soldo di Tolomeo, e di tutta la cavalleria mercenaria. Secondo Polibio, fece un buon servizio in guerra, specialmente nella Battaglia di Rafah nel 217 a.C.
È anche noto per aver rapito una giovane fanciulla che prestava servizio come oracolo a Delfi, facendo sì che gli oracoli successivi fossero donne anziane che si vestivano in modo giovanile.